# Carla Ronci

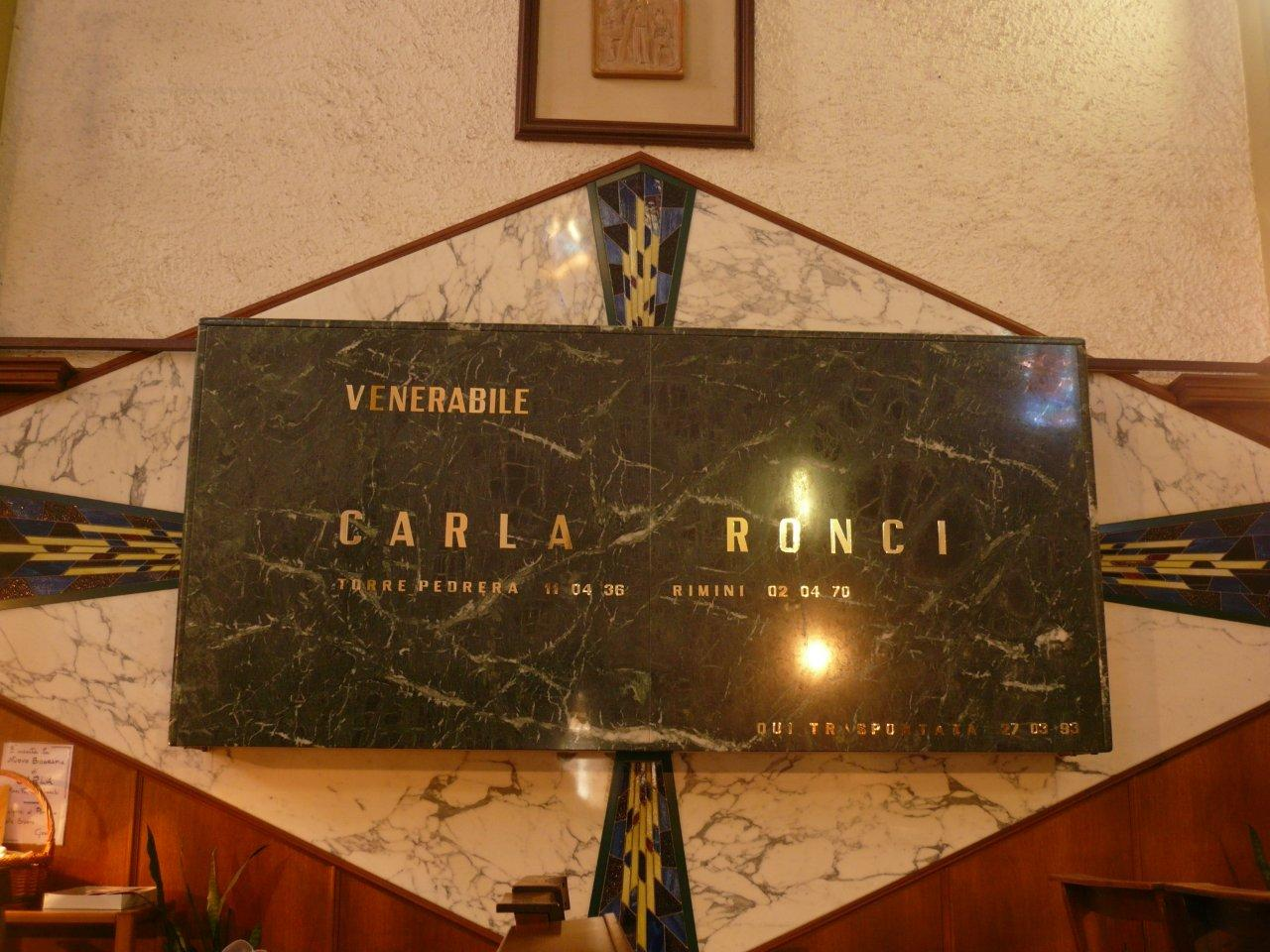
Carla Roncis gravsten.

Carla Ronci, kallad Santa della Vespa (”helgonet på vespan”), född den 11 april 1936 i Torre Pedrera, Rimini, död den 2 april 1970 i Rimini, var en italiensk konsekrerad lekkvinna. Hon förklarades som vördnadsvärd av påve Johannes Paulus II den 7 juli 1997.

## Biografi
Carla Ronci var dotter till Mario Ronci och Jolanda Casalboni. Efter grundskolan utbildade hon sig till skräddare. Hon fick kontakt med de lokala ursulinsystrarna och engagerade sig för den katolska undervisningen av barn och ungdomar. Därutöver var hon aktiv i Azione Cattolica och med tiden växte en andlig kallelse fram. I mitten av 1950-talet avlade hon löften om kyskhet och fattigdom. Hennes önskan att bli upptagen i ursulinorden blev allt starkare och år 1958 blev hon novis i ursulinklostret i Gandino, men hennes föräldrar tillät inte att hon inträdde i orden. Istället fick hon kontakt med sekularinstitutet Mater Misericordiae i Macerata, där hon avlade officiella löften för att utföra apostolat i sin församling i Torre Pedrera.
Sommaren 1969 fick Carla Ronci en förkylning som inte ville gå över och som med tiden gav allt värre symptom. Det visade sig att hon hade drabbats av en tumör i lungorna. I sin dagbok beskriver hon sitt lidande och sin fasta tro på Gud. Hon dog den 2 april 1970.

### Webbkällor
- ”Venerabile Carla Ronci, laica consacrata”. Santi e Beati. http://www.santiebeati.it/Detailed/91558.html. Läst 4 april 2020.